# Alexander Rogers
Alexander Rogers (n. 14 aprilie 1867, Hampstead⁠(d), Anglia, Regatul Unit al Marii Britanii și Irlandei – d. 19 februarie 1934, Greater London, Anglia, Regatul Unit) a fost un trăgător de tir ce a reprezentat Regatul Unit al Marii Britanii și al Irlandei de Nord, medaliat olimpic. A participat la 2 ediții ale Jocurilor Olimpice (1908, 1924) în care a câștigat o medalie de bronz.